# Compagnia teatrale
Una compagnia teatrale è l'insieme del personale artistico e tecnico riunito allo scopo di allestire e produrre uno spettacolo teatrale e di trarne un utile. La compagnia può essere privata, pertanto i suoi membri saranno scritturati, o cooperativa, i quali membri divideranno in parti uguali i proventi.
Nell'odierno panorama mondiale dello spettacolo non tecnicamente riproducibile, esistono varie tipologie di compagnie che si connotano in maniera differente a seconda delle finalità del loro lavoro.

## Storia
Le compagnie teatrali moderne, ossia composte da un gruppo di professionisti che lavorano insieme per la realizzazione di un evento artistico, nacquero nel periodo della commedia dell'arte ma già precedentemente, in forma limitata, si poté assistere a fenomeni di associazionismo nelle manifestazioni del teatro medievale, dove confraternite laicali erano solite formarsi per organizzare sacre rappresentazioni.
Nella prima metà del XVI secolo nacquero le prime fraternal compagnie, mentre risale al 1545 il primo documento che testimonia la nascita di una cooperativa composta di soli uomini in quel di Padova. Si trattava della Compagnia di Ser Maphio ed era composta da:
- Maffeo del Re [Ser Maphio], detto Zanin
- Vincenzo da Venezia
- Francesco de la Lira
- Geronimo da San Luca
- Giandomenico Rizzo o detto Rizzo
- Giovanni da Treviso
- Tofano de Bastian
- Francesco Moschini

In un contratto stipulato con un notaio di Roma, nel 1564, fa la sua prima apparizione una donna: si chiamava Lucrezia Di Siena ed era, con molta probabilità, una prostituta. Solamente alla fine del secolo le donne avrebbero preso posto a pieno titolo nelle compagnie teatrali.
La compagnia tipica prevedeva due tipi di gestioni: la prima includeva la figura dell'impresario, e in origine lo stesso capocomico svolgeva questa funzione; la seconda, invece, era quella denominata "in sociale", ossia gli stessi attori contribuivano alle spese e ricavavano gli eventuali utili.
La compagnia era formata da un vertice costituito da un primo attore e da una prima attrice, affiancati da un primo attore comico e da un caratterista, per completare l'organico di punta. Gli altri ruoli, abitualmente, importanti, per una compagnia tradizionale sono stati quello del genitori nobili, del despota e dell'innamorato sciocchino, il cosiddetto mamo.
L'organico di una tipica compagnia era rinforzato anche da tecnici macchinisti, da un suggeritore, da un addetto alla ricerca del materiale indispensabile per la recita, definito il trovarobe e dal poeta di compagnia, necessario per la stesura dei testi.
In Italia, durante l'età napoleonica si diffusero, sulla falsariga del modello francese, compagnie stabili e finanziate dallo Stato, tra le quali si può citare la celebre Compagnia di Commedianti italiani ordinari di Sua Maestà Imperiale e Reale.